# Сокорево
Сокорево — деревня в Смоленской области России, в Демидовском районе. Население — 12 жителей (2007 год). Расположена в северо-восточной части области в 21 км к северу от Демидова, в 15 км к юго-западу от Пржевальского.
Входит в состав Закустищенского сельского поселения.

## История
В годы Великой Отечественной войны с октября 1941 года по 1943 год деревня была под немецкой оккупацией

## Достопримечательности
Памятники археологии:
- Неолитическая стоянка в 1,5 км к северо-востоку от деревни. Была местом поселения в IV – II тысячелетии до н.э.
- Селище тушемлинских племён V – VIII веков в 1,4 км к северо-востоку от деревни на берегу реки Велейка.

Поклонный крест.
Святой источник Просковьи Пятницы, купель